# Guido Nobel
Guido Nobel (Uzwil, 16 settembre 1922 – Liestal, 8 marzo 2002) è stato un sindacalista, politico e dirigente d'azienda svizzero.
Consigliere di Stato a Berna dal 1950 al 1975 e presidente nel biennio 1968-1969, è stato segretario generale dell'Unione sindacale svizzera e, dal 1975 al 1987, direttore generale delle Poste svizzere.

## Biografia
Nobel nacque a Uzwil il 16 settembre 1922 da Eugen Nobel, operaio del servizio merci presso le Ferrovie Federali Svizzere, e da Karolina Lydia Noger. Compì gli studi presso La Chaux-de-Fonds fino al 1937, quando si trasferì a Bienne per svolgere la formazione professionale in orologeria meccanica presso la Maeder-Leschot SA, sino al 1942. Nello stesso anno sposò Lydia Karolina Meyrat, con la quale ebbe due figlie. Fra la fine degli anni Quaranta e Cinquanta del Novecento, dopo aver conseguito la qualifica federale di idoneità, iniziò dai primi gradini la carriera nelle ferrovie dello stato, prima con un tirocinio e poi con la qualifica di capotreno nel 1952.
Nel 1953 iniziò l'attività sindacale, eletto segretario della Federazione svizzera dei lavoratori del commercio, dei trasporti e dell'alimentazione (FCTA) e direttore del segretariato di Bienne/Seeland, ruolo che coprì per nove anni, fino al 1962. Dal 1962 al 1969 fu segretario centrale dell'Unione-PTT della Svizzera romanda, oltre che direttore dell'edizione francese dell'omonima rivista. Nel 1969 giunse ai vertici sindacali, diventando segretario generale dell'Unione sindacale svizzera (USS), carica che ricoprì fino al 1970 (dal 1969 al 1975 fu anche direttore della Revue Syndicale Suisse), continuando poi come direttore della commissione di tutela giuridica dell'USS.
Sempre nel 1970, entrò a far parte del consiglio di amministrazione delle Poste nazionali (PTT), di cui divenne direttore generale nel 1975, carica che mantenne per ben dodici anni, sino al 1987. Durante il suo mandato, si occupò della riorganizzazione e modernizzazione delle poste nazionali svizzere. Sotto la sua direzione furono introdotte numerose innovazioni, fra le quali: l'inaugurazione della prima rete nazionale di telefonia mobile nel 1975, inizialmente dedicata all'utilizzo sui mezzi di trasporto, da cui nacque il nome Natel (acronimo per Nationales Autotelefonnetz), e poi ulteriormente ampliata e modernizzata nel 1978, nel 1983 e nel 1987, mentre nel 1985 fu installato il primo cavo a fibra ottica, collegando Berna a Neuchâtel. Nel 1977 fu introdotta la possibilità di aprire conti correnti negli uffici postali e subito dopo inaugurato il primo Postamat del paese, nel 1978. Nel 1982 vennero implementati i codici a barre per la gestione degli invii postali e nacque il nuovo logo delle poste nazionali, opera del noto tipografo Adrian Frutiger. Nel 1985 fu integrato il sistema di PostFinance per i servizi finanziari, includendo conti correnti e servizi bancari postali, in concomitanza con l'introduzione nazionale dell'obbligo di adesione al secondo pilastro del sistema pensionistico svizzero. Sempre sotto la guida di Nobel, nella prima metà del 1986 le poste iniziarono l'implementazione nazionale della rete internet ISDN, inaugurata poi nel 1988. Nel 1987 fu introdotto il sistema videotex/teletext. Durante il suo mandato, Nobel ricevette anche il Grands Prix de l'Art Philatélique Européen 1986 - una coppa in porcellana di Sèvres - al Salon Philatélique d'Automne di Parigi, conferito dal presidente della Repubblica francese François Mitterrand, alla presenza del ministro delle Poste e Telecomunicazioni francese Gérard Longuet.
Parallelamente alla carriera di dirigente pubblico e sindacalista, Nobel ebbe anche una significativa carriera politica nelle file del Partito Socialista. Dal 1948 al 1956 fu consigliere municipale di Bienne, continuando l'attività come membro non permanente sino al 1961. Dal 1950 al 1975, fu consigliere di Stato a Berna, e presidente nel biennio 1968-1969.
Durante la sua carriera, fu anche per diciotto anni presidente del consiglio di amministrazione in Coop Suisse, e membro del sindacato della Federazione svizzera dei lavoratori metallurgici e orologiai (FTMH).
Esperto filatelico e melomane, fu anche presidente dell'Association des fanfares di Bienne e fra i fondatori della Musique des Jeunes de Bienne (MJB).
Dopo la morte della moglie Lydia nel 1983, si risposò nel 1984 con la dirigente e sindacalista Edith Rüfli (1931-2017), prima donna nel consiglio di amministrazione di Coop Svizzera. Nel 1994 pubblicò il volume di memorie Une carrière au service de la communication, dedicato alle proprie attività nel sindacato e nel settore della comunicazione pubblica nazionale.
Nobel morì l'8 marzo 2002 a Liestal, all'età di 79 anni, a causa di un'insufficienza cardiaca.

## Opere
- Guido Nobel, Une carrière au service de la communication, Biel, 1994.